# Eurybia lamia
Eurybia lamia är en fjärilsart som beskrevs av Pieter Cramer 1777. Eurybia lamia ingår i släktet Eurybia och familjen Riodinidae. Inga underarter finns listade i Catalogue of Life.

## Bildgalleri

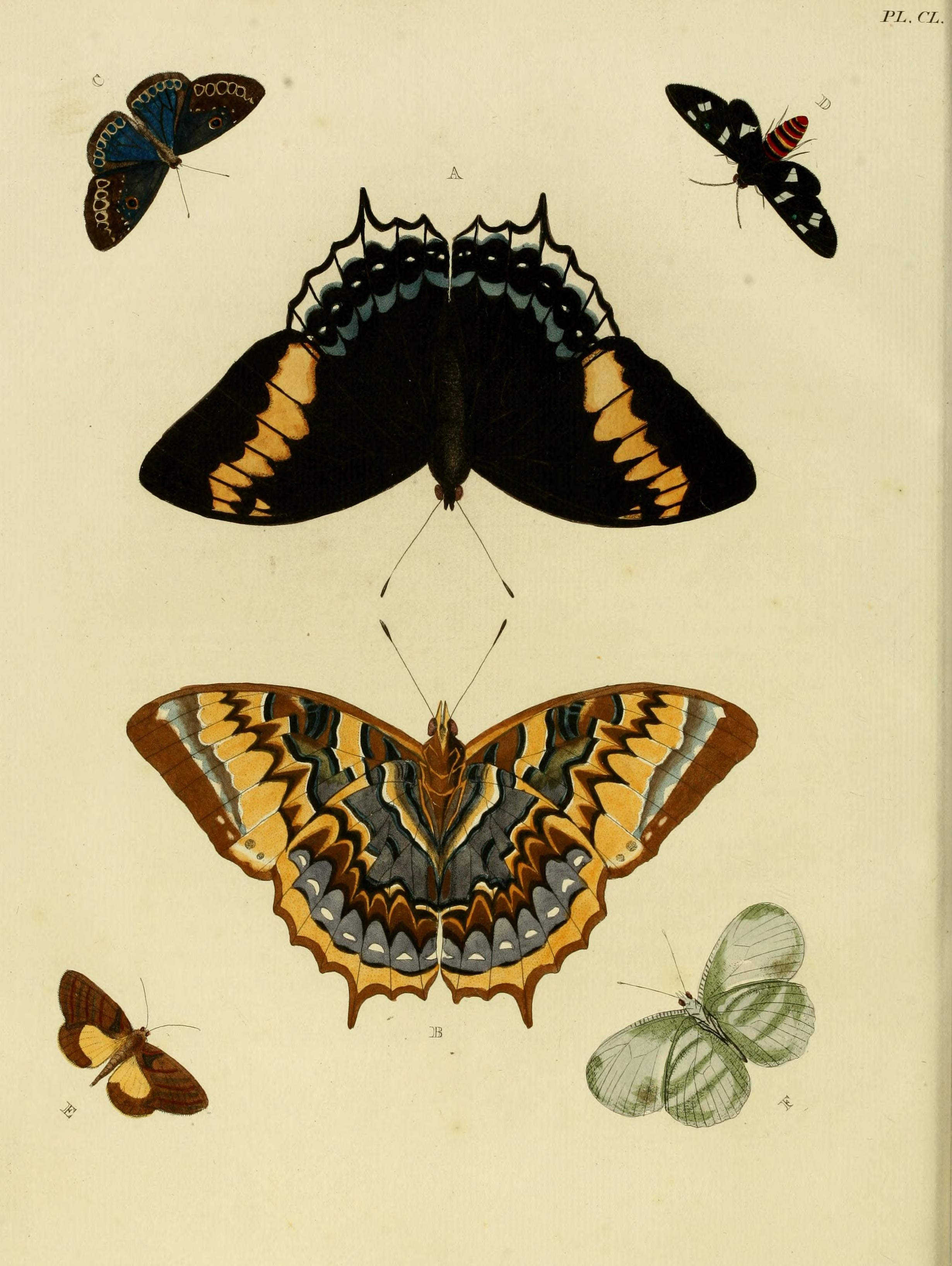
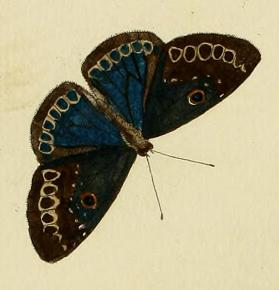